# アルテミオ・フランキ・トロフィー
CONMEBOL-UEFAカップ・オブ・チャンピオンズ（英: CONMEBOL–UEFA Cup of Champions）は、UEFA欧州選手権とコパ・アメリカの優勝チーム同士が対戦する、サッカーのスーパーカップ戦である。

## 概要
UEFAチャンピオンズリーグとコパ・リベルタドーレスの優勝クラブ同士が対戦したインターコンチネンタルカップの「ナショナルチーム版」といえる大会であり、FIFAコンフェデレーションズカップの前駆的存在でもある。
旧大会名の「アルテミオ・フランキ・トロフィー」は、欧州サッカー連盟（UEFA）の会長を務めたアルテミオ・フランキにちなんでいる。2022年には「フィナリッシマ」の大会名をもちいて、29年ぶりとなる第3回大会がロンドンのウェンブリー・スタジアムにて開催された。リオネル・メッシの2アシストの活躍で、アルゼンチン代表が優勝し大会連覇を果たしている。
次回のフィナリッシマ開催は2026年3月に予定されている。

## 結果
| 1985年8月21日 |

| フランス · （UEFA EURO 1984 優勝） | 2 - 0 | ウルグアイ · （コパ・アメリカ1983 優勝） |
| ロシュトー 5分 · トゥーレ 56分     |       |                                          |

| パルク・デ・プランス（パリ） 観客数: 20,405人 主審: アベル・グネッコ |

| 1993年2月24日 |

| アルゼンチン · （コパ・アメリカ1991 優勝）                              | 1 - 1 | デンマーク · （UEFA EURO 1992 優勝）                                      |
| カニーヒア 30分 (PK)                                                    |       | （クラビオット） 12分 (OG)                                                |
|                                                                         | PK戦  |                                                                           |
| マラドーナ バティストゥータ シメオネ マンクーソ カニーヒア サルダーニャ | 5 - 4 | エルストルップ メルビー ニールセン ヴィルフォルト ラウドルップ ゴルベーク |

| エスタディオ・ホセ・マリア・ミネージャ（マル・デル・プラタ） 観客数: 34,683人 主審: プル・シャーンドル |

| 2022年6月1日 |

| アルゼンチン · （コパ・アメリカ2021 優勝）                | 3 - 0 | イタリア · （UEFA EURO 2020 優勝） |
| マルティネス 28分 · ディ・マリア 45+1分 · ディバラ 90+4分 |       |                                    |

| ウェンブリー・スタジアム（ロンドン） 主審: ピエロ・マサ |

## 統計

### 代表別成績
| 国・地域名   | 優 | 準 | 優勝年    | 準優勝年 |
| ------------ | -- | -- | --------- | -------- |
| アルゼンチン | 2  | 0  | 1993,2022 |          |
| フランス     | 1  | 0  | 1985      |          |
| ウルグアイ   | 0  | 1  |           | 1985     |
| デンマーク   | 0  | 1  |           | 1993     |
| イタリア     | 0  | 1  |           | 2022     |

### 大陸連盟別成績
| 大陸名   | 優 | 準 |
| -------- | -- | -- |
| CONMEBOL | 2  | 1  |
| UEFA     | 1  | 2  |